# Caudry
Caudry is een gemeente in het Franse Noorderdepartement (Frans: département du Nord) (regio Hauts-de-France) en telde op 1 januari 2022 14.032 inwoners. De plaats maakt deel uit van het arrondissement Cambrai. In 1964 werd de gemeente Audencourt aangehecht bij Caudry. In de gemeente ligt spoorwegstation Caudry.
Caudry werd vanaf de 19e eeuw een centrum voor de fabricage van tulle en kant. Op het hoogtepunt hiervan telde de gemeente 140 textielbedrijven. Ook nu nog wordt er kant geproduceerd en de gemeente heeft een kantmuseum, dat gevestigd is in een voormalige manufactuur.

## Geografie
De oppervlakte van Caudry 1 januari 2022 12,94 vierkante kilometer; de bevolkingsdichtheid was toen 1.084,4 inwoners per km².

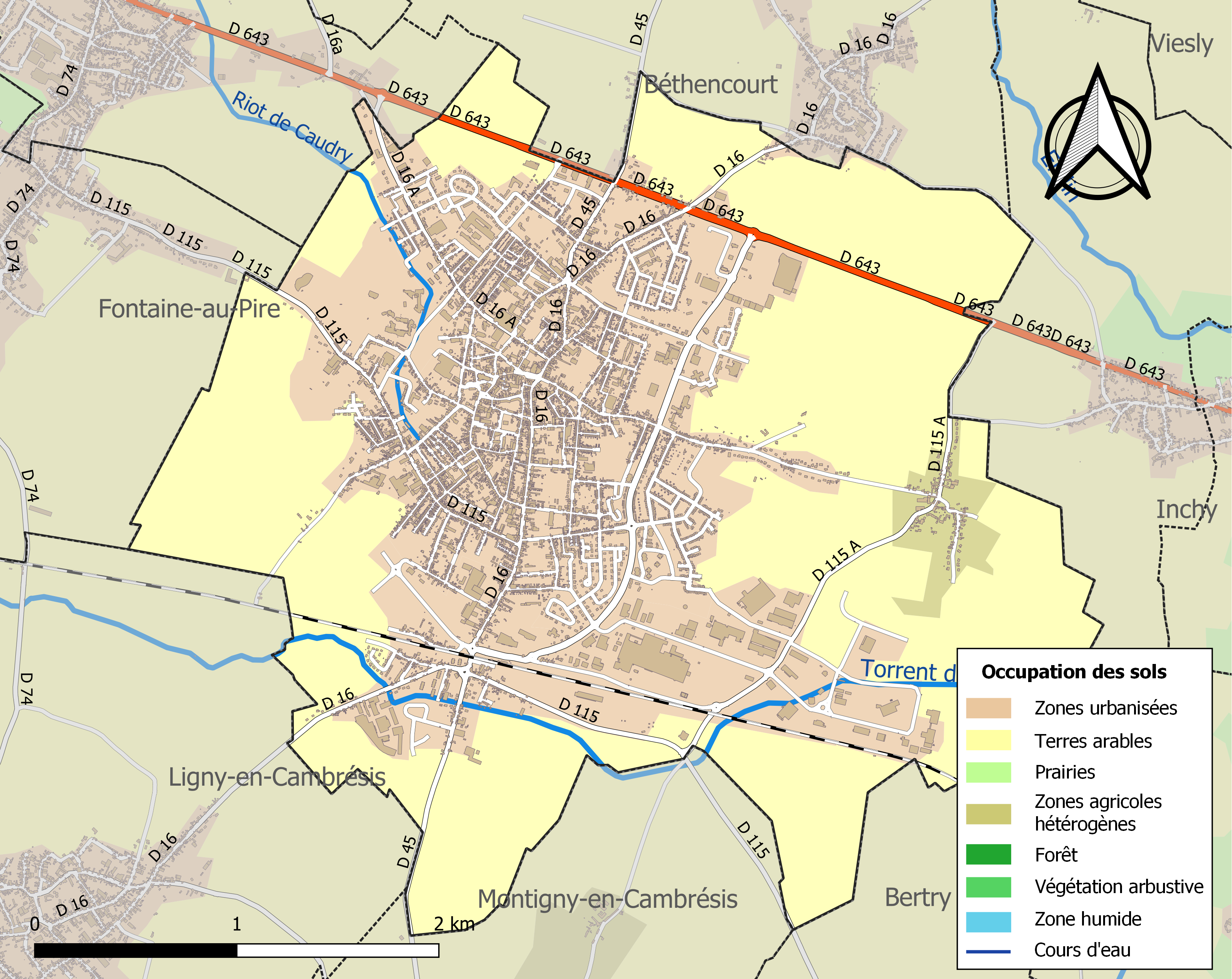
Kaart van de gemeente met belangrijkste infrastructuur, bodemgebruik en omliggende gemeenten

## Demografie
Onderstaande figuur toont het verloop van het inwonertal (bron: INSEE-tellingen).

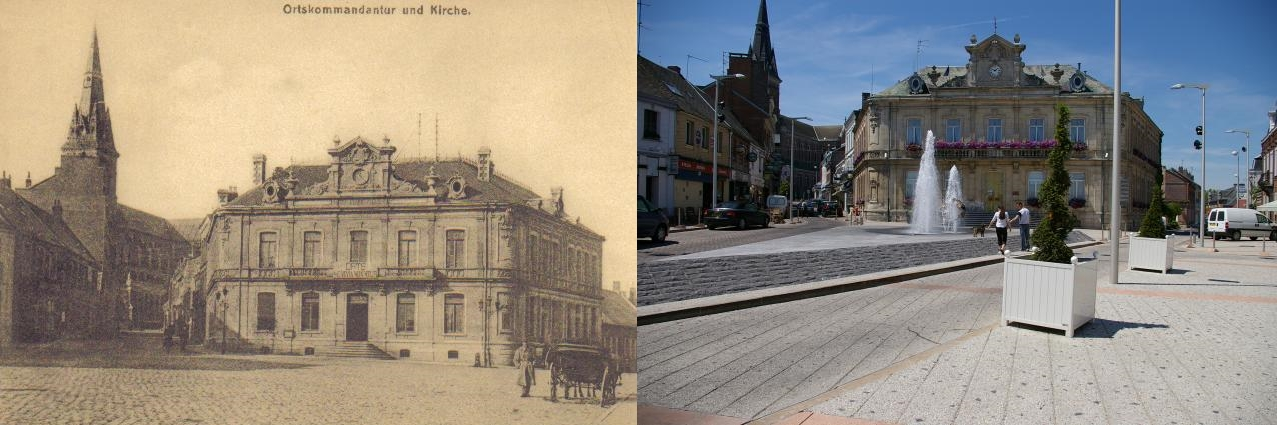
Caudry in de Eerste Wereldoorlog en in 2007

## Geboren in Caudry
- Lucienne Bogaert (1892-1983), actrice